# Sunds-Ollestjärnen
Sunds-Ollestjärnen är en sjö i Ovanåkers kommun i Hälsingland och ingår i Ljusnans huvudavrinningsområde.